# プルシプラ・ジャヤプラ
プルシプラ・ジャヤプラ（Persipura Jayapura）は、インドネシアのニューギニア島中北部、パプア州の州都ジャヤプラを本拠地とするサッカークラブである。クラブ名のプルシプラとはPersatuan Sepak Bola Indonesia Jayapura(プルサトゥアン・セパク・ボラ・インドネシア・ジャヤプラ)のアクロニムである。

## 歴史
プルスリカタン（1994年まで存在したアマチュアリーグ）時代は1980年に1度決勝に進出したことがあるが、この時はプルシジャラ・バンダ・アチェに3-1で敗れた。
2005シーズン、プレミア・ディヴィジョン（当時のトップリーグ）の決勝にてプルシジャ・ジャカルタを3-2で破って初優勝した。AFCチャンピオンズリーグ2006では、登録期限までに選手リストを提出できず、アレマ・マランなど他の3クラブとともに失格処分とされた
インドネシア・スーパーリーグがトップリーグとなった2008-09シーズン、2位に勝ち点差14をつけて再び優勝し、AFCチャンピオンズリーグ2010では東アジア地区のグループFに入ったが、6戦合計29失点（AFCチャンピオンズリーグ2010のグループリーグ参加チームの中では最多失点）で敗退した。

## タイトル

### 国内タイトル
- リーガ・インドネシア・プレミア・ディヴィジョン
  - 1回: 2005
- インドネシア・スーパーリーグ
  - 3回: 2008-09, 2010-11, 2013
- インドネシア・コミュニティ・シールド
  - 1回: 2009
- インドネシア・インターアイランドカップ
  - 1回: 2011

### 国際タイトル
なし

## AFC大会での成績
- AFCチャンピオンズリーグ: 2回出場

2006: 失格（選手登録の遅れによる）
2010: グループステージ
2012: プレーオフ東地区決勝
- AFCカップ: 2回出場

2011: 準々決勝
2014: 準決勝
| シーズン | 大会                    | ラウンド           |                    | クラブ名                 | ホーム | アウェー |
| -------- | ----------------------- | ------------------ | ------------------ | ------------------------ | ------ | -------- |
| 2010     | AFCチャンピオンズリーグ | グループ           | 大韓民国の旗       | 全北現代モータース       | 1–4    | 8–0      |
|          |                         | グループ           | 中華人民共和国の旗 | 長春亜泰                 | 2–0    | 9–0      |
|          |                         | グループ           | 日本の旗           | 鹿島アントラーズ         | 1–3    | 5–0      |
| 2011     | AFCカップ               | グループ           | 香港の旗           | サウス・チャイナAA       | 4–2    | 1–1      |
|          |                         | グループ           | インドの旗         | イースト・ベンガル       | 4–1    | 1–1      |
|          |                         | グループ           | タイ王国の旗       | チョンブリFC             | 3–0    | 4–1      |
|          |                         | ラウンド・オブ・16 | ベトナムの旗       | ソンラム・ゲアン         | –      | 1–3      |
|          |                         | ラウンド・オブ・8  | イラクの旗         | アルビールFC             | 1–2    | 1–0      |
| 2012     | AFCチャンピオンズリーグ | プレーオフ         | オーストラリアの旗 | アデレード・ユナイテッド | –      | 3–0      |